# Frères franciscains de la Sainte-Croix
Les frères franciscains de la Sainte-Croix (en latin : Institutum Fratrum Franciscanium a Sancta Cruce loci Waldbreitbach) forment une congrégation laïque masculine de droit pontifical qui se consacre aux soins des malades.

## Historique
L'institut est fondé le 12 juin 1862 par Pierre Wirth, tertiaire franciscain allemand avec l'aide de l'abbé Gomm et de l'évêque de Trèves. La congrégation est de droit pontifical depuis 1923. Ils étaient vêtus avant Vatican II d'une tunique brune, ceinturé du cordon franciscain, avec scapulaire et chapelet et l'inscription IHS sur la poitrine.

## Activités et diffusion
Les frères se consacrent aux soins des malades, des handicapés mentaux et des retraités.
Ils sont présents en Allemagne avec la maison généralice à Hausen (Wied) et le noviciat à Bad Kreuznach, les autres maisons sont le Couvent d'Ebernach près de Cochem, Bad Münster, Rheinböllen et Kirn.
Aux États-Unis, ils sont présents dans l'Illinois et le Wisconsin.
Au 31 décembre 2020, la congrégation comptait 5 maisons et 30 religieux dont 2 prêtres.